# Stork (pharaon)
Stork (tạm dịch Cò), là một nhà cai trị của Ai Cập cổ đại (pharaon) thời kì Tiền triều đại của Ai Cập. Hầu hết các học giả hiện đại đều nghi ngờ về sự tồn tại của ông.
Chúng ta biết rất ít về quyền cai trị của ông do thiếu bằng chứng khảo cổ học và ghi chép. Ngày và phạm vi cai trị của ông cũng không được biết tới. Tên thật của ông cũng không rõ dù ông đã sử dụng chữ tượng hình con cò để thể hiện tên mình.